# Maria De Vleeschouwer-Verbraeken
Maria De Vleeschouwer-Verbraeken (Burcht, 26 oktober 1913 - Kapellen, 20 januari 1995), geboren als Maria Justina Elisa Verbraeken was een Vlaamse schrijfster van vooral jeugdliteratuur.

## Biografie
Maria, dochter van Augustinus Verbraeken en Maria Carolina Buytaert, werd geboren te Burcht waar ze les volgde aan de meisjesschool Sint-Wivina. Ze studeerde verder aan de Normaalschool en Volkshogeschool te Antwerpen. Op 4 maart 1944 huwde ze met tekenleraar en graficus Frans De Vleeschouwer. Het gezin De Vleeschouwer-Verbraeken bleef kinderloos maar nam de zorg op zich voor drie pleegkinderen.

## Loopbaan
Verbraeken begon haar loopbaan als onderwijzeres in de meisjesschool Sint-Wivina te Burcht. Daarnaast volgde ze avondcursussen aan de Volkshogeschool voor Vrouwen te Antwerpen. Na haar huwelijk werd ze lerares te Kapellen, later in verschillende scholen te Kalmthout: de Gemeentelijke Jongensschool, de Lagere Meisjesschool en het Stella Maris Instituut. Op 1 september 1969 werd ze in deze laatste school benoemd tot directrice-lesgeefster. Door gezondheidsproblemen ging ze met ziekteverlof in september 1974. Haar officiële loopbaan eindigde op 1 juni 1977.

## Schrijfster
In 1950 begon ze boeken te schrijven; daarin gesteund door haar vriendinnen en collega-auteurs Maria Rosseels en Maria De Lannoy. Ze bleef haar geboortedorp een warm hart toedragen. In de Marieke trilogie beschreef ze haar kinderjaren en die als jong volwassene in Burcht, die zich uitstrekten over twee wereldoorlogen. In 1957 verscheen ‘Een uil vloog over’ waarin een groep familieleden en vrienden het huis 'Ulenborg' bouwen, een verwijzing naar de bouw van haar eigen villa ‘Uilenborgh’ in Kapellen. Dit boek werd bekroond als Beste Vlaamse Jeugdboek. De Jury bestempelde dit werk als: ‘ Een apart jeugdboek, zoals er in Vlaanderen nog geen enkel werd geschreven’. Ze kreeg hiervoor de Prijs van de Provincie Antwerpen en in 1959 de Interprovinciale prijs voor het Jeugdboek.

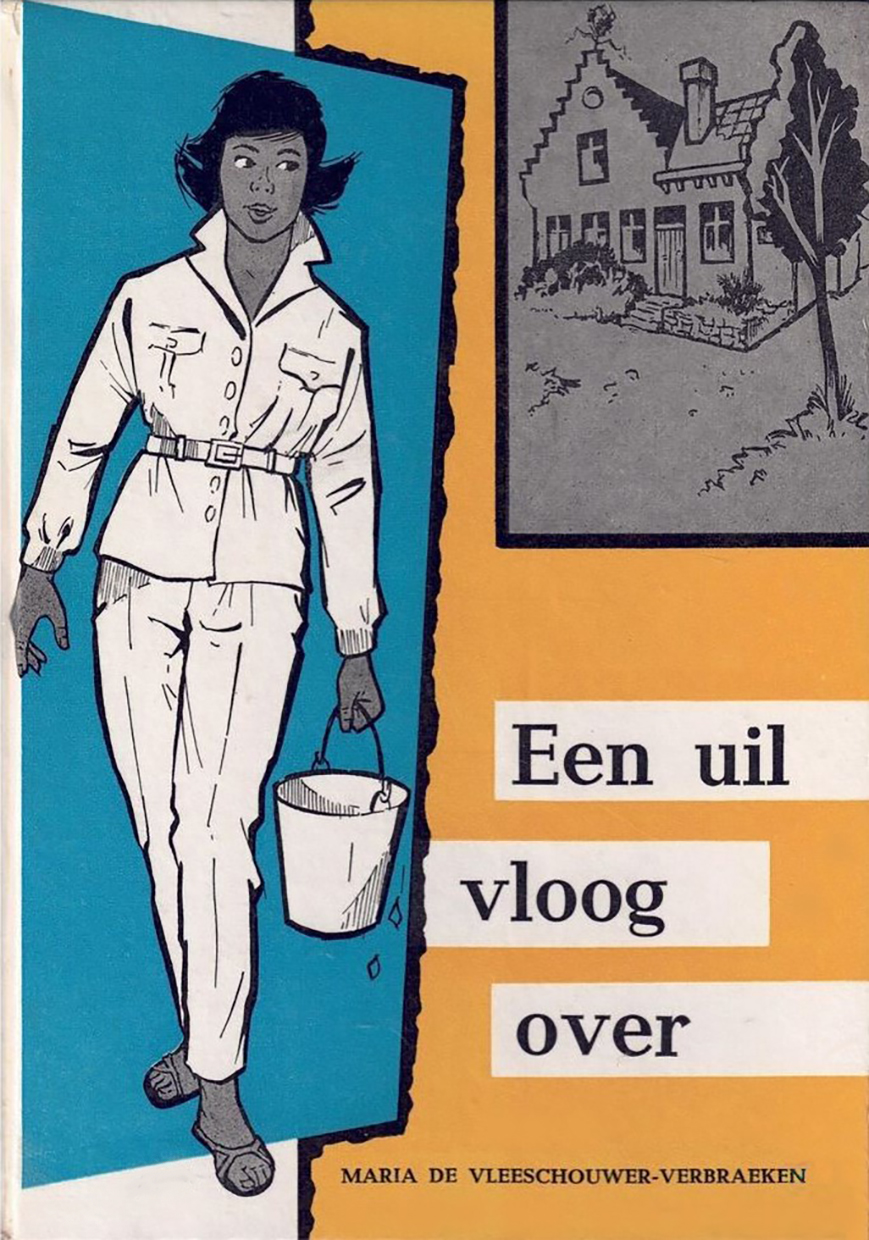
Een uil vloog over! Tekening omslag door Rik Jansseune (1955)

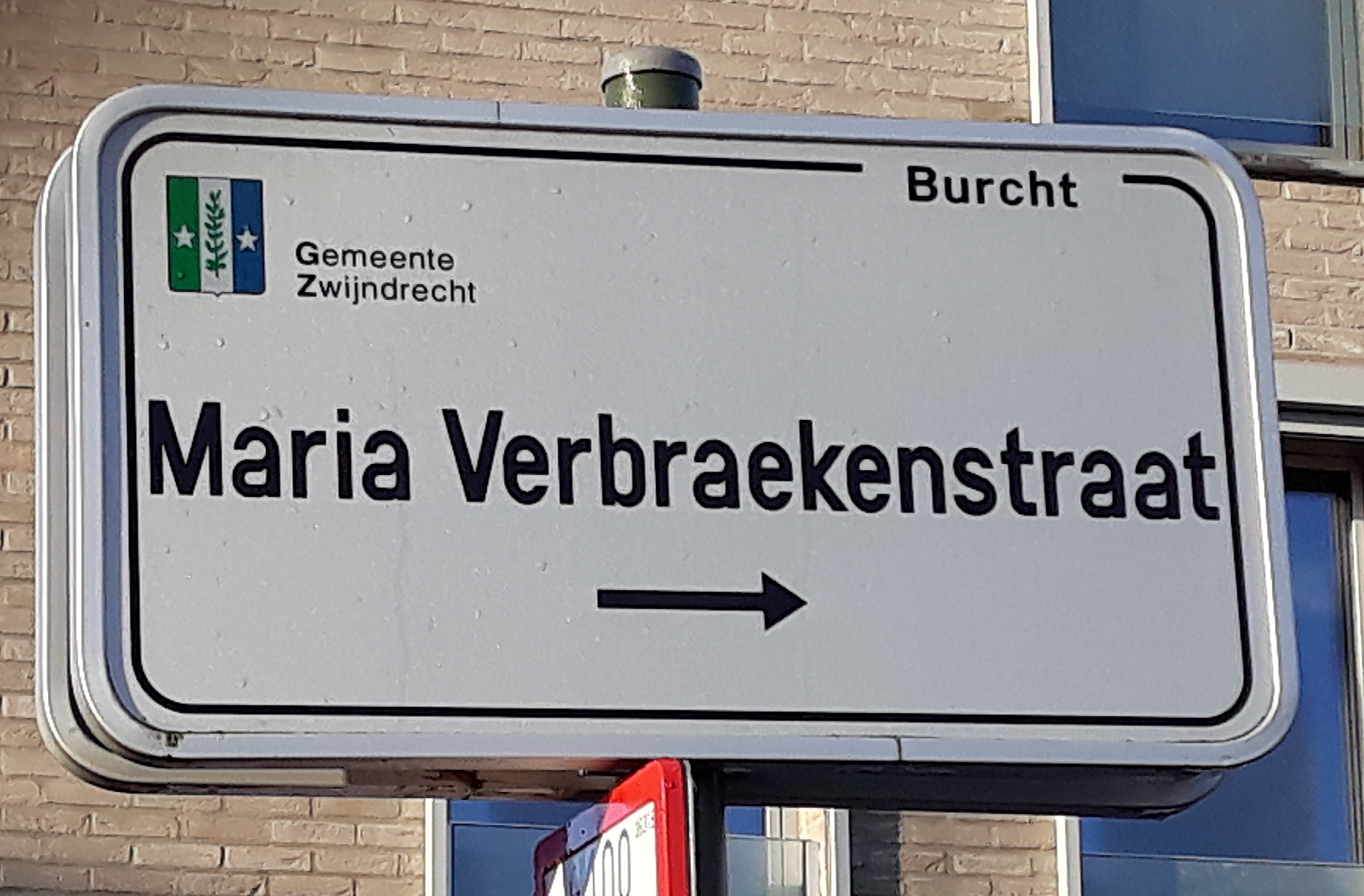
Het straatnaambord Maria Verbraekenstraat in de gemeente Burcht (Zwijndrecht)

In 2017 gaf het gemeentebestuur van Zwijndrecht goedkeuring om de straatnaam van een nieuwe verkaveling naar haar te vernoemen. De woningen kwamen op de gronden van de kleuterafdeling van de vroegere Sint-Wivinaschool op de Heirbaan.